# 三井淳平
三井 淳平（みつい じゅんぺい、1987年4月11日 - ）は、日本人初のレゴ認定プロビルダー。兵庫県明石市出身。既婚者。大学時代のハンドルネームは「ミトゥイー」。日本のレゴファンからは、「神」と称されている。

## 経歴
研究者の父と専業主婦の母との間に生まれる。3歳上の兄の影響で生後すぐの小さい頃からレゴで遊んでおり、誕生日プレゼントはいつもレゴというぐらい遊んでいた。中学3年生の夏休みにインターネットで海外の大きな作品を見てオリジナル作品に挑戦する。秋に野球部を辞めてから時間ができ、熱中するようになる。手持ちのブロックでは足りないことから、世界中のレゴファンが余ったパーツを売買するサイト「BrickLink」でブロックを安く大量に購入し、長さ2メートルの「サターンV型ロケット」を制作した。灘中学校・高等学校時代もレゴに熱中し、高校3年の文化祭で等身大ドラえもんを披露した。
自らのホームページにアップした作品が番組スタッフの目に止まって誘われ、大学受験で忙しいはずの高校3年の秋に『TVチャンピオン』（テレビ東京）の「第2回レゴブロック王選手権」に出場、デンマークで行われる決勝に進出し、準優勝を果たす。なお第1回にも誘いのメールが来ていたのだが、見逃していた。
現役で東京大学理科一類に進学後、インターネットを通して知り合っていたレゴ好きの先輩たちと2007年1月、「レゴ部」を日本の大学で初めて創設する。2007年の五月祭で1/40スケールの安田講堂を発表し、May Festival Awards（人気投票）で文化部門1位に輝いた。精巧な出来映えが評価され、三越日本橋本店で7月24日から開かれた「'07こども博」に出展された。さらに同年11月、東京大学創立130周年記念事業「知のプロムナード」に選ばれ、コミュニケーションセンターに常設展示された。その後も東大・赤門、駒場キャンパスなど東京大学の建造物を制作した。
一方で個人制作も続け、中学3年の時から約20万パーツと6年4ヶ月の年月をかけた1/40スケールの戦艦大和を2009年に完成。レゴ愛好家が作品を紹介する世界有数のホームページMOCpages.comで2010年7月、MOC Of The Yearに選ばれた。
2010年3月、東京大学工学部マテリアル工学科を卒業。
チャリティーイベントへの世界遺産のレゴ作品出品、母校でのレゴを使った立体表現の講演、タイにおけるレゴを使った子供との交流など、「レゴブロックを素材とした作品制作や関連する課外活動を通した社会貢献」が評価され、大学院修士1年の2010年10月に東京大学総長賞を受賞した。
2011年7月には世界で13人目、日本人としては初のレゴ認定プロビルダーに選ばれた。プロビルダーは、「世界最高レベルのレゴ作品制作能力を持つ一般人」とレゴ社が認定したもので、レゴ社の専任担当者が選抜し、幾つかの審査を経て選ばれる。レゴブロックのブランド名を用い、様々なビジネス展開や活動を行うことができる。2015年3月現在、アジア地域では他にシンガポールに1人いるだけである。
2012年3月に東京大学大学院工学系研究科マテリアル工学専攻修士課程を修了後、新日鐵住金に入社して君津製鐵所に配属される。勤務の傍ら、「バリシップ2013」（2013年5月23-25日）新日鐵住金ブースにおけるレゴブロックの鉄鉱石運搬船制作や、君津製鐵所などが共催する君津市民ふれあい祭りへの「ふれあいレゴワールド」開催などに携わる。平行した個人活動として、依頼されたレゴブロックによる巨大オブジェ制作や子供向けにレゴを使ったワークショップの開催を行ってきた。
2015年3月9日、レゴブロックの組み替えレシピがダウンロードできるアプリケーションソフトウェア『PlusL』（株式会社ハンゾー）をプロデュースしてリリースした。
レゴ制作をフルタイムで行いたいという思いが強くなったことから2015年に新日鐵住金を退社し、4月に三井ブリックスタジオを創業した。依頼作品の制作の他に、子供相手のワークショップなども行っている。

## 制作
変わった形をした特殊ブロックを作品に使う人が多い中で、基本ブロックのみを使って制作している。基本ブロックだけでどこまで忠実に再現できるかこだわっており、基本ブロックだけで滑らかな曲線を作ろうとすると作品は大きなものになってしまう。世田谷のオフィスには200-300万ほどのブロックが保管されており（2015年時）、在庫状況・保管位置は頭の中でほぼ記憶している。
パソコンを使って設計する人もいるが三井は使わず、大まかなスケッチを基にするだけで詳細な設計図は描かない。また海外のレゴビルダーには設計と制作を分業している人もいるが、自分なりの解釈によるオリジナリティのある作品を制作したいことから、手作業にこだわっている。
自分の作品には執着せず、ほとんどは壊して次に転用してしまう。「壊すことでかえって想像力が鍛えられる」、「別のモノに生まれ変わる過程が楽しいんです」と語っている。そのため、手元に残っているのは戦艦大和など2、3点だけである。
完全オリジナルの物の制作よりも、テーマを与えられた物や、既存の物をレゴで再現する方が好みである。

## 戦歴・表彰
- 2005年11月17日 - TVチャンピオン「第2回レゴブロック王選手権」準優勝[30][11]
- 2008年4月17日 - TVチャンピオン2「第3回レゴブロック王選手権」出場[31]
- 2010年4月15日 -  TVチャンピオン特別版「レゴブロック王選手権」出場[32][33]
- 2010年6月21日 - 第1回レゴブロック作品コンテスト（レゴブロック専門店05block.com主催） 審査員特別賞、05block.com賞[34]
- 2010年7月2日 - MOC Of The Year[19]
- 2010年10月 - 東京大学総長賞[21]
- 2011年7月 - レゴ認定プロビルダー[3]

## 主な出演番組

### テレビ
- TVチャンピオンお正月スペシャル「レゴブロック王選手権 ザ・レジェンド」（テレビ東京、2013年1月1日）[35][36]
- 1Hセンス（フジテレビ、2013年10月20日） - 特集
- 探検バクモン（NHK総合テレビ、2015年1月14日） - 君津製鐵所の取材で紹介

以下の番組はいずれも、TBSテレビで制作。
- ゴロウ・デラックス（2012年10月19日） - ゲスト
- マツコの知らない世界（2012年3月17日・3月24日、2016年4月26日） - ゲスト
- レゴ マスターズ JAPAN（TBSテレビ、2023年5月27日 - ）

### ラジオ
- 井上貴博　土曜日の『あ』（TBSラジオ、2023年5月27日 - ）
  - メインパーソナリティの井上貴博（TBSテレビのアナウンサー）が進行役を務める『レゴ マスターズ JAPAN』が当日の本番後から放送を始めることを背景に、同番組のPRを兼ねてゲスト出演。

## 主要作品
- サターンV型ロケット - 初めて完成させた大きな作品[7]
- 等身大ドラえもん[4] - 灘高文化祭展示[20]
- ゼブラシ（歯ブラシ二つを重ねるとゼブラが出てくる） - TVチャンピオン「第2回レゴブロック王選手権」第1ラウンド[30]
- 日本デンマーク友好（東大寺大仏殿の中にデンマークの街並みを再現） - TVチャンピオン「第2回レゴブロック王選手権」決勝ラウンド[30][29]
- びっくり果物 - TVチャンピオン2「第3回レゴブロック王選手権」[31]
- ホワイトタイガー - TVチャンピオン特別版「レゴブロック王選手権」1R[33]
- 未来のバイク便 - TVチャンピオン特別版「レゴブロック王選手権」2R＜前半戦＞[33]
- ハムハムブロックハウス - TVチャンピオン特別版「レゴブロック王選手権」2R＜後半戦＞[33]
- オードリー春日 - TVチャンピオン特別版「レゴブロック王選手権」3R[33]
- ペンギンたちの春休み - TVチャンピオン特別版「レゴブロック王選手権」決勝戦[33]
- 東京大学・安田講堂（共同制作）[4] - 五月祭展示
- 東京大学・赤門（共同制作）[4] - 五月祭展示
- ブーン- 2ちゃんねるの人気キャラクター。制作過程を「VIP板」でリアルタイム実況し話題となる[7]
- 戦艦大和 - MOC Of The Year[19]
- 宇宙戦艦ヤマト - 第1回レゴブロック作品コンテスト（レゴブロック専門店05block.com主催） 審査員特別賞、05block.com賞[34]
- 国会議事堂[5]
- ピサの斜塔[5]
- アスキーアート[37]
- 金閣寺[6]
- エメラルド寺院[38]
- エッフェル塔[38]
- 『宇宙兄弟』等身大主人公兄弟 - 映画『宇宙兄弟』PR[29]
- 岡山市中心部の街並 - 三井不動産販売中国（現在の三井不動産リアルティ中国）岡山支店 常設展示[39]
- 鉄鉱石運搬船 - 「バリシップ2013」（2013年5月23-25日）新日鐵住金ブース[24]
- モアイ像 - 東京駅展示[8]
- きみぴょん - 君津市役所1階ロビー展示[8][40]
- 伊藤若冲「鳥獣花木図屏風」 - 特別養護老人ホーム「ラスール麻生」（川崎市）[41]
- アンリ・ルソー「人形を抱くこども」 - 大阪市立美術館こども展（2014年7月19日-10月13日）[42]
- レゴシティヒーロージオラマ -  20万ピースで作られた幅6mのジオラマ。キャンペーン「レゴシティ トラックキャラバン」で4tトラックにジオラマを載せ、全国を回る[43][44]。
- その他多数

## 著書
- 三井淳平『空間的思考法 世界が認めた、現役東京大学大学院生の頭の中!』メディアファクトリー、2012年。ISBN 978-4840143776。

## DVD
- 三井淳平（出演）『三井淳平のレゴ(R)ブロックで作ろう!』（DVD）ポニーキャニオン、2012年6月20日。2015年3月18日閲覧。